# August Krönig
August Karl Krönig (Berlín, 20 de septiembre de 1822 - 5 de junio de 1879) fue un químico y físico alemán que publicó un relato de la teoría cinética de los gases en el año 1856, probablemente después de la lectura de un artículo de John James Waterston.

## Obras de Krönig
- De acidi chromici salibus cristallinis (Dissertation), Berlín 1845
- Neue Methode zur Vermeidung und Auffindung von Rechenfehlern vermittelst der Neuner-, Elfer-, Siebenunddreißiger- und Hundertundeinerprobe. Ein Hülfsmittel für Zahlenrechner, Berlín 1855
- Grundzüge einer Theorie der Gase in: Annalen der Physik [2]33(1856), 315
- Die Chemie, bearbeitet als Bildungsmittel für den Verstand zum Gebrauche bei dem chemischen Unterricht an höheren Lehranstalten, Berlín 1864
- Wie kritisirt man chemische Lehrbücher? Eine Antikritik, Berlín 1865
- Die Werthlosigkeit einer grossen Anzahl von chemischen Formeln: Dargethan durch die Grösse der Fehler in Liebig's Analysen und neues Verfahren zur Ableitung der Formel einer Verbindung aus den Gewichtsmengen der Bestandtheile, Julius Springer Verlag, Berlín 1866
- Das Dasein Gottes und das Glück der Menschen, materialistisch-erfahrungsphilosophische Studien, insbesondere über die Gottesfrage und den Darwinismus, über den Selbstbeglückungstrieb als Fundament der Lebensweisheit und praktischen Moral und über die Hauptlehren Kant's und Schopenhauer's, Berlín 1874
- Sechs neue Rezepte betr. billige Ernährung, Berlín 1874